# Tragidion dichromaticum
Tragidion dichromaticum là một loài bọ cánh cứng trong họ Cerambycidae.